# 吉田雄三
吉田 雄三（よしだ ゆうぞう、1916年8月8日 - 1992年1月25日）は、日本の経営者、銀行家。山陰合同銀行頭取を務めた。

## 来歴・人物
山形県出身。1940年に東京帝国大学法学部法律学科を卒業し、同年に日本銀行に入行した。1967年4月に日本開発銀行理事を経て、1973年11月に山陰合同銀行に転じ、副頭取に就任し、1975年12月には頭取に昇格した。1983年6月には相談役に就任。
1984年11月に藍綬褒章を受章し、1989年11月に勲三等瑞宝章を受章。
1992年1月25日、脳出血のために死去。75歳没。